# Forum urbain Égypte
Forum urbain Égypte (FUE) est un forum international sur les questions d'urbanisation au Caire, en Égypte.
Il a lieu chaque année sous les auspices du ministère du Logement et des Communautés urbaines de l'Égypte et de la ONU-Habitat.
Le premier forum urbain a eu lieu au Caire du 14 au 16 juin 2015. Plus de 300 institutions égyptiennes, décideurs, représentants de la société civile, universitaires et experts, entreprises du secteur privé et 50 partenaires régionaux et internationaux ont participé au forum pour discuter des questions liées à la coopération entre l'Égypte et le Forum urbain mondial.